# Sowiniec (województwo zachodniopomorskie)
Sowiniec – osada leśna w Polsce położona w województwie zachodniopomorskim, w powiecie choszczeńskim, w gminie Krzęcin. W latach 1975−1998 miejscowość administracyjnie należała do województwa gorzowskiego. W roku 2007 gajówka liczyła 9 mieszkańców. Miejscowość wchodzi w skład sołectwa Chłopowo.

## Geografia
Gajówka leży ok. 3 km na południowy zachód od Chłopowa.